# Caracarà ximango
El caracarà ximango o caracarà chimango
(Milvago chimango, Syn: Phalcoboenus chimango) és una espècie d'ocell de la família dels falcònids (Falconidae) que habita boscos i camp obert des del nord de Xile, est de Bolívia, el Paraguai, sud-est del Brasil, Uruguai i cap al sud, Argentina fins Terra del Foc. El seu estat de conservació es considera de risc mínim.

## Taxonomia
El Congrés Ornitològic Internacional, en la seva llista mundial d'ocells (versió 12.2, 2022) classifica el caracarà ximango en el gènere Milvago. Tanmateix, altres obres taxonòmiques, com el Handook of the Birds of the World i la quarta versió de la BirdLife International Checklist of the birds of the world (Desembre 2019), classifiquen aquest tàxon dins del gènere Phalcoboenus.